# Qui travaille est perdu
Pour plus de détails, voir Fiche technique et Distribution.
Qui travaille est perdu (Chi lavora è perduto) est un film italo-français réalisé par Tinto Brass, sorti en 1963.

## Synopsis
Bonifacio est un designer fraîchement diplômé et est sur le point d’intégrer une grande société mais le travail l'ennuie profondément. Ses idées et ses fantaisies le mènent vers un positionnement anarchique même si deux de ses amis ont été internés en hôpital psychiatrique, justement à cause de leur idéalisme...
Bonifacio, sans espoir, se révolte contre le système qui devrait l’intégrer, errant sans but dans Venise.

## Fiche technique
- Titre français : Qui travaille est perdu[1]
- Titre original : Chi lavora è perduto ou In capo al mondo[2]
- Réalisateur : Tinto Brass
- Assistants réalisateurs : 1) Franco Arcalli / 2) Gianfranco Campigotto
- Sujet : Tinto Brass
- Scénario : Tinto Brass, Gian Carlo Fusco, Franco Arcalli
- Décors : Raul Schultz
- Costumes : Danilo Donati
- Directeur de la photographie : Bruno Barcarol
- Cameraman : Alvaro Lanzoni
- Assistant opérateur : Vittorugo Contino
- Montage : Tinto Brass
- Etalonneur : Enzo Verzini
- Musique : Piero Piccioni
- Son :Renato Cadueri
- Producteur : Moris Ergas
- Directeur de production : Piero Sorteni
- Société de production : Zebra Films (Rome), Franco London Films (Paris)
- Distribution : Dear - Fox
- Chanson : Amore twist d'Angelo Bovenzi, interprétée par Rita Pavone
- Tournage : à Venise
- Pays de production :  Italie,  France
- Langue originale : italien
- Durée : 85 min
- Format : Noir et blanc - 1,66:1 - Son mono - 35 mm (positif et négatif)
- Genre : Drame psychologique[1]
- Sortie :
  - Italie : 25 août 1963 (Mostra de Venise 1963) ; 5 décembre 1963 (sortie nationale)
  - France : 21 avril 1967[1]

## Distribution
- Sady Rebbot : Bonifacio
- Pascale Audret : Gabriella

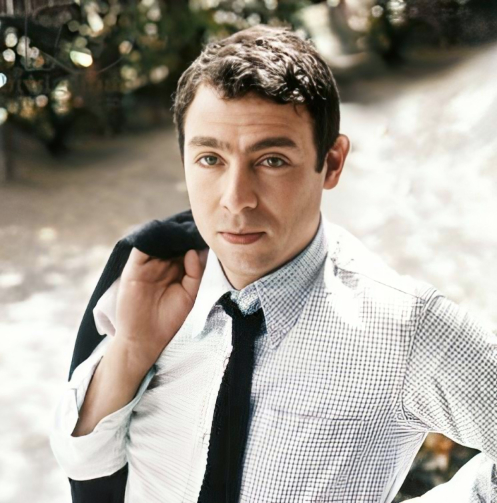
Sady Rebbot en 1963 lors du Festival Mostra de Venise.

- Franco Arcalli : Kim, l'ami en hôpital psychiatrique
- Tino Buazzelli : Claudio
- Piero Vida : Gianni, un ami de Bonifacio
- Nando Angelini : le sergent
- Andreina Carli
- Gino Cavalieri
- Enzo Nigro : Mauretto
- Monique Messine : le mannequin
- Carletto Chia : Bonifacio enfant
- Giuseppe Cosentino

## Autour du film
- D'abord interdit en Italie, le film reçut son visa de censure (N° 41638) le 21 novembre 1963 avec une interdiction aux moins de 18 ans (vietato 18). A la fin des années 2010 il n'est plus interdit qu'aux moins de 14 ans.
- Récompense : Gobelet d'or 1964 (ex aequo avec Les Basilischi de Lina Wertmuller)